# Córrego Danta
Córrego Danta este un oraș în unitatea federativă Minas Gerais (MG), Brazilia.